# Club Deportivo Plaza Amador
El Club Deportivo Plaza Amador és un club panameny de futbol de la Ciutat de Panamà.

## Història
El Plaza Amador va ser fundat l'any 1955 per una figura llegendària de l'esport panameny, León Cocoliso Tejada (1927-1982), qui creà el club per tal d'educar i entrenar joves jugadors. El club passà del futbol base a la màxima categoria del futbol panameny. Després de la mort de León, Andrés Chalet, Daniel Vásquez i Enrique Cajar es van fer càrrec del club i el retornaren al màxim nivell, on fou campió de la lliga de districte, la copa JVC i el campionat de l'ANAPROF.

## Palmarès
- Lliga panamenya de futbol: 5
  - 1988, 1990, 1992, 2002, 2005